# Pilar García Almirall
Pilar García Almirall (1959), és una arquitecta espanyola.
Va ser distingida amb la medalla Narcís Monturiol al mèrit científic i tecnològic per la Generalitat de Catalunya. És una de les pioneres en la incorporació dels sistemes d'informació geogràfica entre altres sistemes tecnològics geogràfics per a l'anàlisi de les diferents dades de gestió de la Ciutat.

## Trajectòria
Va estudiar arquitectura a l'Escola Tècnica Superior d'Arquitectura de Barcelona, va començar a treballar com a investigadora el 1983, doctorant-se en 1998. La seva tesi doctoral establia una metodologia per a la incorporació d'indicadors de diferenciació urbana en la construcció de models de valoració, integrant als mètodes estadístics tradicionals noves tècniques de SIG (Sistema d'Informació Geogràfica) que aportessin una major eficiència espacial dels resultats. El mateix any va assumir la sotsdirecció del Centre de Política de Sòl i Valoracions (CPSV), creat el 1986 per professors del Departament de Construccions Arquitectòniques de la UPC.
Com a investigadora del CPSV ha desenvolupat projectes de recerca centrats en la immigració i les seves conseqüències socials, residencials i urbanes. Les problemàtiques socials de l'accés a l'habitatge i de l'ús de l'espai públic han estat objecte d'estudi en diversos projectes finançats pel mateix CPSV i pel Ministeri d'Educació i Ciència d'Espanya. Els més recents són: Immigració i habitatge: El procés d'integració de llars i el seu accés a l'habitatge. Una aproximació a les 7 àrees metropolitanes espanyoles (2005-2008), i Immigració, habitatge i ciutat: Condicions habitacionals, urbanes i d'accés a l'habitatge, conseqüències urbanes i socials i criteris d'actuació per a Barcelona i Madrid (2009-2011). Derivats de tots dos projectes destaquen articles en revistes científiques com a Immigració socioresidencial a la regió metropolitana de Barcelona (2008), Condicions habitacionals i urbanístiques de la població immigrada a la Regió Metropolitana de Barcelona: el cas d'estudi de la Maurina (2011), i llibres de referència com a Immigració, Habitatge i Ciutat (2012).
Es va especialitzar en Real Estate, ha dut a terme activitat acadèmica durant diversos anys i també recerques transversals entre diverses disciplines.
Durant el període 2006-2011 va ser sotsdirectora de l'ETSAB. També participa en diferents òrgans consultius i és la representant del Consell Social de la UPC en el Consell de l'Habitatge Social de Barcelona. Ha rebut diversos guardons, com el Premi de l'Obra Social ‘La Caixa’ en la direcció de Tesis Doctorals.

## Reconeixements
El 2020, la Generalitat de Catalunya la va distingir amb la Medalla Narcís Monturiol al mèrit científic i tecnològic.